# Gran Premio Ezio Del Rosso
Le Gran Premio Ezio del Rosso est une course cycliste italienne disputée au mois d'octobre à Montecatini Terme, en Toscane. Créée en 1952, cette épreuve rend hommage à Ezio Del Rosso, figure du cyclisme local à la fin du XIXe siècle et au début du XXe siècle,. Elle fait partie du calendrier national de la Fédération cycliste italienne.
Le Grand Prix se tient sur un parcours escarpé avec un circuit d'une trentaine de kilomètres qui est emprunté à quatre reprises par les coureurs. Il compte parmi ses lauréats des cyclistes réputés comme Francesco Moser, Marco Giovannetti, Francesco Casagrande, Luca Paolini ou encore Giovanni Visconti.

## Palmarès
| Année | Vainqueur              | Deuxième              | Troisième           |
| ----- | ---------------------- | --------------------- | ------------------- |
| 1952  | Franco Giorgi          |                       |                     |
| 1953  | Gino Cartacci          |                       |                     |
| 1954  | Marcello Mannari       |                       |                     |
| 1955  | Gino Bruni             |                       |                     |
| 1956  | Angelo Miserocchi (it) |                       |                     |
| 1957  | Rizzardo Brenioli      |                       |                     |
| 1958  | Romeo Venturelli       |                       |                     |
| 1959  | Benito Venturini (it)  |                       |                     |
| 1960  | Giuseppe Fezzardi      |                       |                     |
| 1961  | Pietro Partesotti      |                       |                     |
| 1962  | Renato Bongioni        |                       |                     |
| 1963  | Dino Zandegù           |                       |                     |
| 1964  | Claudio Michelotto     |                       |                     |
| 1965  | Sergio Tendola         |                       |                     |
| 1966  | Luciano Dalla Bona     |                       |                     |
| 1967  | Pierfranco Vianelli    |                       |                     |
| 1968  | Celestino Vercelli     |                       |                     |
| 1969  | Bruno Lana             | Sandro Cammilli       | Stefano Tamberi     |
| 1970  | Mario Da Ros           |                       |                     |
| 1971  | Francesco Moser        |                       |                     |
| 1972  | Renato Marchetti       |                       |                     |
| 1973  | Jørgen Marcussen       |                       |                     |
| 1974  | Phil Edwards           |                       |                     |
| 1975  | Massimo Tremolada      |                       |                     |
| 1976  | Clyde Sefton           |                       |                     |
| 1977  | Cesare Sartini         |                       |                     |
| 1978  | Gino Tigli             |                       |                     |
| 1979  | Remo Veltro            |                       |                     |
| 1980  | Aniello Annunziata     |                       |                     |
| 1981  | Walter Magnago         |                       |                     |
| 1982  | Sauro Varocchi         |                       |                     |
| 1983  | Jens Veggerby          |                       |                     |
| 1984  | Marco Giovannetti      |                       |                     |
| 1985  | Massimo Capocchi       |                       |                     |
| 1986  | Mario Austero          |                       |                     |
| 1987  | Stefano Della Santa    |                       |                     |
| 1988  | Marco Toffali          |                       |                     |
| 1989  | Dario Bottaro          |                       |                     |
| 1990  | Francesco Casagrande   |                       |                     |
| 1991  | Paolo Fornaciari       | Angelo Citracca       | Marco Silvestri     |
| 1992  | Flavio Milan           |                       |                     |
| 1993  | Riccardo Biagini       |                       |                     |
| 1994  | Maurizio De Pasquale   |                       |                     |
| 1995  | Cristian Moreni        |                       |                     |
| 1996  | Diego Ferrari          |                       |                     |
| 1997  | Daniele Zerbetto       |                       |                     |
| 1998  | Luca Paolini           |                       |                     |
| 1999  | Luca Paolini           |                       |                     |
| 2000  | Matteo Carrara         |                       |                     |
| 2001  | Antonio Quadranti      |                       |                     |
| 2002  | Giairo Ermeti          | Gianluca Cavalli (de) | Stelvio Michero     |
| 2003  | Sergueï Lagoutine      |                       |                     |
| 2004  | Giovanni Visconti      | Giairo Ermeti         | Vincenzo Nibali     |
| 2005  | Daniele Callegarin     | Devid Garbelli        | Riccardo Chiarini   |
| 2006  | Boris Shpilevsky       | Alessandro Proni      | Luca Gasparini      |
| 2007  | Mauro Finetto          | Gianluca Brambilla    | Mirko Selvaggi      |
| 2008  | Emanuele Vona          | Alan Marangoni        | Adriano Malori      |
| 2009  | Tomas Alberio          | Paolo Ciavatta        | Luca Iattici        |
| 2010  | Rafael Andriato        | Matteo Busato         | Marco Zamparella    |
| 2011  | Enrico Battaglin       | Manuel Senni          | Fabio Aru           |
| 2012  | Paweł Poljański        | Luca Chirico          | Michele Simoni      |
| 2013  | Dario Mantelli         | Alfio Locatelli       | Valerio Conti       |
| 2014  | Mirko Trosino          | Matteo Marcolin       | Michele Gazzara     |
| 2015  | Stefano Verona         | Pierpaolo Ficara      | Marco Bernardinetti |
| 2016  | Umberto Orsini         | Davide Orrico         | Marco Bernardinetti |
| 2017  | Aleksandr Riabushenko  | Umberto Orsini        | Matteo Fabbro       |
| 2018  | Giacomo Garavaglia     | Giovanni Aleotti      | Michele Corradini   |
| 2019  | Mattia Bais            | Giovanni Aleotti      | Niccolò Ferri       |
| 2020  | Michele Gazzoli        | Luca Rastelli         | Filippo Baroncini   |
| 2021  | Filippo Baroncini      | Michele Gazzoli       | Matteo Baseggio     |
| 2022  | Nicolò Buratti         | Giacomo Garavaglia    | Matteo Zurlo        |
| 2023  | Manuel Oioli           | Giacomo Garavaglia    | Giovanni Bortoluzzi |
| 2024  | Lorenzo Magli          | Ludovico Crescioli    | Manuel Oioli        |